# Vitamina B
Le vitamine B sono un gruppo di vitamine  idrosolubili che intervengono nel metabolismo cellulare.

## Le funzioni generiche
Queste vitamine hanno proprietà molto utili all'organismo umano, infatti costituiscono un ruolo essenziale al normale funzionamento del sistema nervoso e al tono muscolare dell'area gastrointestinale. Inoltre sono fondamentali per i corretti processi di funzionamento della cute e dei capelli e quindi anche per il cuoio capelluto, per la bocca e gli occhi e per il corretto funzionamento del fegato. Concorrono inoltre, in veste di co-enzimi, nella trasformazione di carboidrati complessi in glucosio, utilizzato dall'organismo per produrre energia, e sono nevralgiche per il corretto metabolismo di lipidi e proteine.
Infine sono fondamentali per il corretto funzionamento e protezione del sistema nervoso periferico.

## Sintomi di carenza e fattori che interferiscono con l'assunzione
La carenza di vitamine del gruppo B nell'organismo umano si manifesta con alcuni sintomi: i sintomi più evidenti sono secchezza o ruvidità della pelle e salute dei capelli, poiché la vitamina B è alla base del loro metabolismo energetico, altri sintomi possono essere mancanza d'appetito, stitichezza, insonnia e acne. Il loro assorbimento è condizionato da alcuni fattori alimentari e psicologici: infatti è ridotto in presenza di stress o dall'eccessivo consumo di alcuni alimenti quali caffè, zucchero, alcolici, dall'utilizzo di alcuni medicinali quali sonniferi o pillole anticoncezionali o dai sulfamidici o in presenza di infezioni; invece l'assorbimento è favorito dalla presenza di altre vitamine, quali C ed E, nonché calcio e fosforo.

## Le vitamine del Gruppo B
Nei tempi passati si pensava che le vitamine B fossero una sola vitamina: ulteriori ricerche hanno dimostrato che sono diverse molecole che spesso si trovano insieme negli stessi alimenti. Attualmente sono considerate propriamente vitamine solo otto di queste.
Il gruppo delle vitamine B comprende:
- B1: Tiamina, essa costituisce il coenzima TPP, che è indispensabile per le reazioni di decarbossilazione. Si tratta di un composto molto solubile in acqua la cui molecola contiene, fra l'altro, zolfo[1]
- B2: Riboflavina
- B3: Niacina o nicotinamide (detti anche vitamina PP)
- B5: Acido pantotenico
- B6: Adesina (Piridossina, piridossale, piridossamina) detta anche vitamina Y
- B8: Biotina (in passato detta B7 nella nomenclatura anglosassone) detta anche  vitamina H (o talvolta vitamina I)
- B9: Acido folico detto anche vitamina M
- B12: Cobalamina

Non propriamente vitamine:
- B4: Adenina e colina
- B7: Mioinositolo o Inositolo
- B10: Acido paramminobenzoico o PABA
- B11: Carnitina e Acido pteroil-eptaglutammico
- B13: Acido orotico
- B14: pirrochinolina chinone
- B15: Acido pangamico
- B16: Dimetilglicina
- B17: Amigdalina

## Fonti di vitamine B
Si trovano in alimenti come il:
- lievito di birra
- il germe di grano
- nell'erba medica
- nell'ortica
- nella pappa reale
- polline
- riso intero
- grano intero
- legumi
- nocciole
- mandorle
- noci
- banane
- tuorlo d'uovo
- carne di maiale
- tonno
- ortaggi verdi freschi
- patate
- semi di lino macinati
- alga spirulina